# ダイヤルアップ接続
ダイヤルアップ接続（ダイヤルアップせつぞく、英語：Dial-up Internet access、ダイアルアップ接続）とは、コンピュータがネットワークに接続する方式のひとつであり、電話網を使用し、電話交換機を経由して接続を行う。オフフック及びダイヤル信号の発呼から通信手順が始まり、ネットワーク接続後は、音声信号と同じ周波数帯の電気信号を用いて通信を行うため、コンピュータが通信する音を聞くことができる。
既設の固定電話回線を利用することにより、回線工事等が不要であったため、最も安価にパソコン通信やインターネットに接続する手段として、かつては家庭などで普及していた。しかし、音声信号と同じ周波数帯の電気信号を用いた通信であるため、その通信速度には技術的な限界があり、その後に登場したブロードバンドへの置き換えが進んでいった。

## 概要
インターネットサービスプロバイダ（ISP）のほか、パソコン通信のホスト局（BBS）、企業内ネットワークなどが用意している接続先電話番号（アクセスポイント）にダイヤルし、電話回線経由でインターネットやパソコン通信、企業内ネットワークなどに接続する方式である。TCP/IP以前のインターネット・通信プロトコルであるUUCPにおいても使われた。なお、狭義には、ISPへの接続形態のみを指して言う事もある。ダイアルアップネットワーク接続（DUN接続）と言うこともある。
回線には、固定電話回線では一般の電話網・ISDN網、無線回線では携帯電話、PHSなどが使われる。主に固定電話回線の物を言うが、無線電話回線の物（特に無線回線交換）を含める場合もある。128kbps前後の低速回線（ナローバンドとも呼ばれる）が多い。
接続機器は、一般の電話網に接続されたモデム、ISDN網に接続されたターミナルアダプタが使われる。1980年代頃までは、音響カプラも使われた。
アクセスポイントの番号にダイヤルの後、モデムからFAX送信時に似た音声（ピーヒョロロロ・・・）が聞こえてくるが、その後でユーザーIDとパスワードの確認等を行い、異常がなければネットワーク接続を開始する。接続中の音はモデムからは聞こえないが、モデムと同じ回線に電話機を接続していれば受話器から通信中の音を聞くことができる。その音は、豪雨の際の雨音のような音である。
データ通信の種類で言うと回線交換接続に属する。対して、ブロードバンド接続では常時接続形態、第3世代携帯電話（高度化PHS含む）などではパケット通信が主である（モバイルデータ通信定額制、パケット定額制を参照）。

## 特徴
ダイヤルアップ接続には、以下のような特徴がある。
- 電話回線があれば、電話会社との別途回線の特別な契約や工事なしに利用可能。
- 通信速度はアナログモデムで最高56kbpsまで、ISDNで64kbps〜128kbpsまでと（INSネット64の場合）、固定電話回線の場合は比較的低速。
- インターネットへ接続する場合は通常、電話会社への電話料金と、ISPへの接続料金が、別々に課金される（以下）。また、パソコン通信の時代には、ホストコンピュータの利用料金等も同様に別途課金された。
- なお、Windows 10では広帯域(PPPoE)の接続を行う設定のメニューとして「ダイヤルアップ接続」という表現を利用しているが、電話回線を用いた従来のダイヤルアップ接続とは異なるものである。

### 接続形態

#### プロバイダ料金と電話料金の請求が分離されたもの
接続に際して、電話会社への通信（電話）料金と、ISPへの接続料金の両方が課金され、請求もISPと電話会社からそれぞれ来る。
一般固定電話番号をアクセスポイントとする固定電話の通信料金は、テレジョーズやタイムプラス等を使用した割引適用や、テレホーダイ等による深夜定額制が可能であり、ブロードバンド接続やモバイルデータ通信定額制の登場以前はポピュラーな節約術であったが、これらが普及した2000年代以降は極度のライトユーザーで無い限り、価格面での優位さは殆ど無い。
プロバイダ料金従量制（ダイヤルアップ完全従量制）
基本的には、通信の経過時間に応じ、電話会社への通信（電話）料金と、ISPへの接続料金との両方が従量制課金される。ISPの基本料金は0円のものが一般的で、接続しなければ請求が発生しない。ただし、ID管理費が掛かる場合は除く。
プロバイダ料金準定額制
プロバイダ接続料金が、所定時間（月間5時間・15時間など）まで定額となり、この時間を超過した場合はプロバイダ料金が従量制課金となる。電話料金については従量制である。ダイアルアップ接続が全盛の1996年前後に相次いで開始されるが、1999年までにプロバイダ料金定額制の基本料金が価格競争などにより引き下がった事で徐々に廃止され、インターネット黎明期から存在したプロバイダでしか設定されていない。
プロバイダ料金定額制
プロバイダ接続料金が、いくら使っても定額となる。ただし電話料金については従量制である。1997年後半から相次いで開始されたが、準定額制を設定していたプロバイダは当初価格設定を高め（3000-4000円台）とし、差別化していた。ISDNの普及期を経て次のデータ通信完全定額制の開始まで一般的であった。
ダイヤルQ2プロバイダ
ダイヤルQ2番号のアクセスポイントにダイヤルアップ接続することで、従量制のプロバイダ料金部分（1分10円、3分20円、一回の接続につき300円で使い放題など）を東西NTTが収納代行することで会員登録を不要としたもの。通話料金についてはダイヤルQ2の規定に準じて着信地（アクセスポイント）に応じて別途課金される。Inter Qやワイワイネットが代表格であるが、ダイヤルQ2の運用規則強化やダイヤルアップ接続の衰退により、2002年1月までに撤退しており存在しない。
データ通信完全定額制
プロバイダ接続料金に加え、通信（電話回線）料金も、いくら使っても定額となる形態。
1999年11月に東西NTTが「IP接続サービス」の試験提供開始により実用化（2000年7月に「フレッツISDN」へ改称し商用化）するが、2000年後半にはADSLが全国主要都市で実用化し始めたことで爆発的には普及せず、ADSLが使えない地域や既にISDNを敷いていたユーザーなどが光ファイバー接続など他のブロードバンド接続へ移行できるまでの間使い続ける格好となった。
PHSにおいてもウィルコムが2001年にAIR-EDGEの「つかい放題」、ドコモPHSが2002年に上限時間付き準定額プランの「p-pac」、2003年に@FreeDが開始された事でモバイルユーザーに浸透している（エアーエッジについては後に回線交換接続からパケット通信へ移行）。
接続先にもよるが、この通信料定額に対応した専用アクセスポイント（特番）への接続に限定される。プロバイダ料金と通信料金はauひかりやYahoo!BBなど一部のブロードバンド接続や「通信費込みのプラン」のようにプロバイダが一括請求する形態では無いため、それぞれ別個に請求される。
2004年に開始したKDDIのメタルプラス利用者を対象としたオプションサービスの「メタルプラスネットau one net（旧DION）」において、契約したアナログ回線での回線交換接続による、通話料とプロバイダ料を含んだ完全定額料金で提供されている。これはメタルプラスネット以外のテレホーダイや特番（主に後記の通信費込みのパックプランや、全国統一アクセスポイントなどで使われる）を利用したISPのAPへは接続できないという事情を勘案して提供されているものと思われる。

#### プロバイダ料金に通信費を含めたもの
通信費込みのパックプラン
1999年頃から電話会社系のISP（OCN・ODN・au one net）を中心に導入されているプランで、月間でプラン毎に設定された時間（1時間・10時間・20時間など）に達するまでの通話料金とプロバイダ料金をセットにしている。この時間を超過した場合は従量制課金（プロバイダと通信料を併せて1分10円など）となる。プロバイダが指定した特番（主に着信課金と特別なナビダイヤル）に接続することで、発信者にその通話料金が直接課金されることはない。但し、発信元は一般固定電話（NTT回線）に限定され、モバイルデータ通信環境では一切接続することはできない（完全従量課金のモバイル向けAPには接続可としている場合もある）。また、オフィスやホテルなどで構内交換機や直収電話の関係で特番に接続出来ない場合も利用することができない。
全国共通アクセスポイント
「通信費込みのプラン」の定額制部分を廃したもので、特番のアクセスポイントへ接続することで、発信地に関係無く一定の従量制課金となるもの。請求はプロバイダから請求される。現在はブロードバンド接続が主流となっており、ODNなどでは従来の一般固定電話番号のAPを廃止して全国共通アクセスポイントのみに集約しているプロバイダもある。但し、特番へ接続できない電話環境におかれている場合は一切使うことができない。

## 経緯
- 専用線が非常に高価であった時代、大学・研究機関等において、アメリカでは1980年代前半・日本では同後半、TCP/IP以前のUUCP接続としてダイヤルアップ接続が多用された。
- 日本では同じ頃から、パソコン通信の通信手段としてオンラインサインアップにより接続設定し、すぐにサービスを利用開始できるようになっていた。また、CD-ROMによるオンラインサインアップ用のソフトウェアの配布（店頭、雑誌添付など）、新規購入PCへのバンドル（初期インストール済）などもあった。
- TCP/IPの普及後、日本において一般向けのインターネットサービスプロバイダが登場した1993年以降、専用線を引けない中小企業や家庭からの接続においても、もっぱらこのダイヤルアップ接続が利用された。
- 2000年代以降、FTTH・CATV・ADSLなどのブロードバンドインターネット接続の普及により、ダイヤルアップ接続設備の縮小が行われている。

## 通信プロトコル
ダイヤルアップ接続上で使われていた通信プロトコルは、主に次に挙げる物がある。
- 無手順、または各種のバイナリ転送プロトコル（パソコン通信など）
- UUCP（Unix to Unix Copy Protocol）
- SLIP（Serial Line Internet Protocol）
- PPP（Point-to-Point Protocol）